# Kevin Lowe Trophy
Kevin Lowe Trophy je hokejová trofej udělovaná každoročně nejlepšímu defenzivnímu obránci juniorské ligy Quebec Major Junior Hockey League. Trofej je pojmenována po bývalém hokejistovi NHL Kevinu Lowem.

## Držitelé Kevin Lowe Trophy
| Sezóna  | Jméno             | Tým                                    |
| ------- | ----------------- | -------------------------------------- |
| 2013-14 | Justin Haché      | Cape Breton Screaming Eagles           |
| 2012-13 | Jonathan Narbonne | Shawinigan Cataractes Moncton Wildcats |
| 2011–12 | Morgan Ellis      | Shawinigan Cataractes                  |
| 2010–11 | Andrew Randazzo   | Drummondville Voltigeurs               |
| 2009–10 | David Savard      | Moncton Wildcats                       |
| 2008–09 | Maxime Ouimet     | Rimouski Océanic                       |
| 2007–08 | Mathieu Bolduc    | Chicoutimi Saguenéens                  |
| 2006–07 | Kris Letang       | Val-d'Or Foreurs                       |
| 2005–06 | Olivier Magnan    | Rouyn-Noranda Huskies                  |
| 2004–05 | Nathan Saunders   | Moncton Wildcats                       |